# Vaincre ou mourir (2023)
Vaincre ou mourir é um filme francês codirigido por Paul Mignot e Vincent Mottez, lançado em 2023. A longa-metragem centra-se na Guerra da Vendeia através do prisma do general da Vendeia François-Athanase Charette de La Contrie, conhecido como "Charette".

## Sinopse
Na França revolucionária, em 1793, após três anos de tranquilidade no Château de Fonteclose onde se estabeleceu após o seu casamento, François Athanase Charette de La Contrie foi chamado de volta por camponeses furiosos para assumir o comando da insurreição da Vendeia.

## Elenco
- Hugo Becker: François-Athanase Charette de La Contrie
- Rod Paradot: François Prudent Hervouët de La Robrie
- Gilles Cohen: Jean-Baptiste de Couëtus
- Grégory Fitoussi: Jean-Pierre Travot
- Constance Gay: Céleste Bulkeley
- Dorcas Coppin: Marie Adélaïde de La Touche Limouzinière de La Rochefoucauld
- Jonathan Demurger: Nicolás Haxo
- Francis Renaud: Jacques-Louis Maupillier
- Damien Jouillerot: Louis Lecouvreur
- Olivier Barthélémy: Pfeiffer
- Anne Serra: Marie-Anne Charette de La Contrie
- Jacques Milazzo: Abade Remaud
- Jean Hugues Anglade: Albert Ruelle
- Léon Durieux: Luís XVII

## Produção

### Origem
Em março de 2022, o parque Puy du Fou anunciou o seu plano de produzir uma longa-metragem por meio da sua subsidiária Puy du Fou Films. O projeto é apresentado como um documentário de inspiração histórica. Este primeiro filme centra-se em François-Athanase Charette de La Contrie, uma figura importante na Guerra da Vendeia. O projeto afirma ser uma continuação do espetáculo Le Dernier Panache, criado dentro do parque vendeano e eleito a Melhor Criação Mundial pela Themed Entertainment Association em 2016. A região do Pays de la Loire participa com a quantia de 200 mil euros para a produção de Vaincre ou mourir que requer menos de cinco milhões de euros.

### Desenvolvimento
Vários historiadores e especialistas são consultados pelos diretores, sem participar da escrita do roteiro: Jean-Clément Martin, Anne Rolland-Boulestreau, Reynald Secher, Nicolas Delahaye e Anne Bernet. Jean-Clément Martin, no entanto, solicitou posteriormente a retirada das suas intervenções. Em dezembro de 2022, o diretor Vincent Mottez declarou sobre este assunto: «É verdade que o projeto, apresentado inicialmente como uma docuficção, evoluiu para uma longa-metragem à medida que o projeto avançava. Compreendo perfeitamente que Jean-Clément Martin, vendo o contrato básico modificado, tenha feito este pedido. No entanto, continuamos em condições muito boas.».

### Filmagem
As filmagens ocorreram totalmente na Vendeia, entre novembro de 2021 e março de 2022, grande parte das quais realizaram-se no Puy du Fou e arredores. O filme foi filmado em apenas 18 dias e teve um orçamento de cerca de 3,5 milhões de euros.

### Pós-produção
A distribuição teatral do filme é feita pela Studiocanal, empresa integrante do grupo Vivendi então propriedade de Vincent Bolloré, e pela empresa Saje. Esta última produz filmes dirigidos a um público cristão interessado em «tudo relacionado à fé», em linha com o cinema americano de base religiosa, segundo palavras de Hubert de Torcy, CEO da Saje.

## Receção

### Lançamento e promoção
O filme foi lançado na França em 25 de janeiro de 2023 e em Espanha em 15 de setembro de 2023. Foi estreado anteriormente em diversas cidades francesas no dia 8 de dezembro de 2022.

### Receção critica
Na França, o agregador de críticas Allociné mostra uma média de 1,3⁄5 estabelecida a partir de 10 títulos de imprensa. A opinião dos espectadores dá ao filme uma média de 4 em 5 mas, após análise do Libération, a sua representatividade é questionada por especialistas em marketing. Um ano depois, as críticas dos espectadores deram ao filme uma média de 3,6 em 5.

#### Críticas positivas
O filme recebeu críticas positivas principalmente da imprensa conservadora: assim a revista de extrema-direita Valeurs Actuelles fez uma crítica elogiosa ao filme, considerado um «épico» dedicado a um «Mártir da Vendeia», enquanto a revista tradicionalista católica mensal La Nef escreveu: «os produtores oferecem-nos um filme espetacular com excelentes atores que são o seu ponto forte». O jornalista François Maximin conclui: «o espírito do filme é notável e segue o mais de perto possível a realidade histórica. A encenação, na média, não é ridícula, ainda que distante das grandes produções hollywoodianas: a imagem é linda, as cenas bem filmadas. Tudo isto é positivo e, no entanto, ao sair do cinema, não podemos deixar de pensar que falta alguma coisa, que estamos a perder a dimensão épica de uma história destas».
Em Claves, um site de formação cristã da Irmandade de Saint-Pierre, o Abade Paul Roy considera Vaincre ou mourir «um belo filme que dá vida a todo o horror paradoxal destes tempos esquecidos da nossa história». Para ele, a longa continua «modesta sobre a vida cristã de Charette, e não pretende canonizá-lo, mas mesmo assim o mostra a lutar por Deus e pelo rei numa atmosfera cristã. A presença do abade é constante ao seu lado, mesmo que o personagem às vezes pareça um pouco obscuro (e com a barba por fazer): das primeiras imagens magníficas da missa na mata até à absolvição final dada aos condenados a caminho do pelotão de fuzilamento». Ele afirma que «a elevada qualidade da produção, tal como o saber do Puy du Fou, reside certamente no belo espírito com que se refaz a epopeia deste herói da Vendeia, na beleza das imagens, dos figurinos, das cenas em geral e da música que os acompanha, e na riqueza e profundidade histórica e literária do texto que constitui o quadro geral».
O site Zickma concentra-se na forma e nos atores: ele elogia em particular «um maravilhoso Rod Paradot que continua a provar todo o seu talento» assim como «os belos cenários, a encenação cuidada (apesar de alguma falta de jeito), os belíssimos figurinos, sem esquecer a sua banda sonora bastante original, embora um pouco presente demais». O colunista conclui que Vaincre ou mourir «traz uma lufada de ar fresco ao cinema francês [que] faz muito bem».

#### Críticas negativas
Paul Quinio, do jornal francês Libération, vê nesta produção um «outro exemplo da ofensiva conservadora em curso, que utiliza o soft power para disseminar ideias sem parecer que o faz». Para o jornalista, o filme faz parte de «uma batalha cultural e ideológica […] longe de ficar para trás». Ele vê na proposta uma representação do confronto entre “monarquistas e republicanos” durante a Guerra da Vendeia de «bons monarquistas» contra «republicanos do mal». Entrevistado pelo Libération, o historiador Guillaume Lancereau critica os roteiristas “por colocarem na cabeça do maior número possível de pessoas uma visão reacionária e maniqueísta” dos fatos. A sua colega Elisabeth Franck-Dumas concorda: «O mais fascinante, num filme militante tendo transformado as suas personagens num álibi, passa a ser o lugar preponderante dado aos conceitos, a estas entidades sem cabeça e abstractas, visivelmente maléficas, contra as quais Charette e os seus amigos lutam incansavelmente. O seu nome é República ou História. […] Reverter a História, uma boa definição do empreendimento reacionário.». Albane Guichard do site HuffPost critica o filme por usar uma entrevista com o «polêmico Reynald Secher, que defende a tese de um "genocídio" vendeano nos seus livros» e uma declaração ambígua: «desde o início, a linha entre documentário e ficção é confusa», «estratégia já utilizada em espetáculos do parque».
Samuel Dohaire, da revista francesa Télérama, considera «Vaincre ou mourir, um filme do Puy du Fou tão mau que até os monarquistas vão odiá-lo» e afirma que a Guerra da Vendeia está lá «contada com óculos de chouan e tamancos grandes».
Quanto à revista L'Obs, Xavier Leherpeur coloca imediatamente o filme no seu Raté [falhanço] da semana: «À pergunta colocada pelo título, a resposta é clara: morrer em vez de um dia ver este nanar [filme fraco] histórico novamente». O cronista lamenta que os meios sejam «impotentes para salvar o filme do melaço do enredo» e considera a encenação «inerte, baseada no uso excessivo de drones e tomadas em ângulo baixo para reforçar a dimensão cristã do personagem central». Ele conclui: «muito pouco cinema, muito som e fúria de proselitismo, tudo salpicado de uma mensagem cristã fortemente transmitida».
Murielle Joudet do Le Monde também menciona «um nanar [filme fraco] histórico», caracterizado por «uma mistura audiovisual que revela todos os clichês mais banais do filme histórico, agitando as suas imagens virilistas e cristãs com efeitos visuais de outra época».
Para a equipa editorial do Le Parisien, «apesar das cenas de ação bastante bem-sucedidas, Vaincre ou mourir luta para convencer, tanto na forma quanto no conteúdo».
O jornalista Olivier Delcroix do Le Figaro escreve: «se a epopeia de Charette (interpretada por Hugo Becker, que faz o que pode) merece ser refeita, não é assim. […] É violento, sangrento, barulhento, agressivo. Suspiramos com a simples ideia do filme que um Philippe de Broca poderia ter feito».
Sylvestre Picard, da revista Première, questiona: «Vaincre ou mourir é pelo menos um filme excelente e espetacular? Na verdade. É sobretudo cheio de elipses, a narração a preencher as lacunas de uma narrativa limitada, presa na sua visão redutora do mundo — ainda que essa visão avance mascarada». Ele acrescenta que a longa-metragem é «distribuída pela Saje, especializada em filmes cristãos (como a sinistra ficção antiaborto Unplanned em 2019), coproduzida pelo Canal+, de propriedade do muito católico Vincent Bolloré». O jornalista especifica que o prólogo é assinado por «historiadores, incluindo o muito orientado Reynald Secher, defensor da polémica tese do genocídio da Vendeia».
No site Écran large, Antoine Desrues declara que «a produção da Puy du Fou Films assume-se como um tratado católico monarquista integralista»,«onde a República é percebida como o sistema político que, pouco a pouco, levou à queda dos nossos valores cristãos». O jornalista considera que Charette é ali apresentado como «um ícone nunca questionado por suas ações e o seu posicionamento ideológico». Ele também compara Vaincre ou mourir a uma parte do cinema abertamente evangélico de Hollywood (God Is Not Dead ou Unplanned) que se tornou «hoje um negócio completo». Antoine Desrues critica a mensagem subjacente da longa-metragem: A «luta civilizacional de Vincent Bolloré, que explora a sétima arte como ferramenta de propaganda semelhante ao Touche pas à mon poste. Bem-vindos a 2023, e ao regresso do mais total obscurantismo, que já não se dá ao trabalho de se munir de um cenário atraente para mascarar o seu cheiro mefítico». O seu colega Mathieu Jaborska apoia as suas observações: «A crua exaltação monarquista quase passaria por uma posição tolerável se a abordagem pseudodocumental não nos tomasse por idiotas impressionáveis».
A revista Télé 2 semaines escreveu: «se tem o mérito de destacar um herói pouco conhecido, este afresco histórico sofre com o seu enredo previsível e produção confusa, principalmente nas cenas de combate».

### Bilheteira
Na primeira sessão da tarde em Paris, Vaincre ou mourir não chega aos três primeiros: Tár ocupa o primeiro lugar entre os filmes lançados em 25 de janeiro de 2023, seguido por The Asadas e Retour à Séoul. No primeiro dia de lançamento, o filme obteve um total de 32 371 bilhetes, incluindo 25 991 em pré-estreias, para um total de 489 exibições oferecidas em 188 cópias, incluindo sete em Paris. No dia do seu lançamento, Vaincre ou mourir atraiu em média 34 espectadores por tela. De acordo com Jérôme Vermelin no TF1 INFO, «ele [então] realmente não encheu as salas».
Se considerarmos as pré-estreias, a longa-metragem ocupa o segundo lugar nas bilheteiras de novos lançamentos na França no seu primeiro dia, atrás de Pattie et la Colère de Poséidon (101 484) e à frente de Plane (18 013). Sem levar em conta as pré-estreias, a longa-metragem está em quinto lugar de bilheteira com 6380 bilhetes, atrás de Divertimento (7580) e à frente de Un petit Miracle (6267).
Após uma primeira semana de lançamento, a longa totalizou 107 762 bilhetes, ficando em sétimo lugar na bilheteira semanal, atrás de Puss in Boots: The Last Wish (116 750) e antes de Tár (98 969).
Após uma segunda semana de exibição, Vaincre ou mourir conseguiu 73 394 bilhetes adicionais, ainda entre Puss in Boots 2 (87 053) e Tár (72 394). O filme ultrapassa atualmente os 200 mil bilhetes. Na terceira semana, Vaincre ou mourir sai do top 10 da bilheteira semanal para um décimo quarto lugar com 51 790.
Quando foi lançado, o número esperado de 100 mil bilhetes parecia fora de alcance. As controvérsias e análises históricas veiculadas pela imprensa levaram a um efeito Streisand que alguns consideram ser a razão do interesse do público pelo filme.
| País ou Região | Bilheteira                   | Data de Encerramento da Bilheteira | Número de Semanas |
| -------------- | ---------------------------- | ---------------------------------- | ----------------- |
| França         | 287 609 bilhetes 2 107 350 $ | 29 de março de 2023                | 9                 |

### Controvérsias

#### Suspeitas de críticas falsas no Allociné
O site agregador de críticas Allociné, consultado em 13 de fevereiro de 2023, reúne críticas de espectadores geralmente favoráveis, com média de 4 em 5. Uma investigação publicada no diário Libération em 11 de fevereiro questiona o número invulgar de críticas, muitas delas provenientes de contas criadas muito recentemente e que não publicaram quaisquer outras críticas. O fluxo de avaliações também desperta suspeitas pela rapidez: no dia do lançamento do filme, a partir das sete da manhã, a página do filme no Allociné já está inundada com várias centenas de opiniões favoráveis. Dois especialistas em marketing online, entrevistados, concluíram que houve uma provável tentativa de influenciar a classificação através de críticas falsas, como já aconteceu no passado para outros filmes como Les Nouvelles Aventures d'Aladin de Arthur Benzaquen em 2015.
Um ano depois, as críticas dos espectadores deram ao filme uma média de 3,6 em 5.

#### Reações políticas
Os deputados Alexis Corbière e Matthias Tavel, ambos membros do partido político La France insoumise, denunciam uma «ficção antirrepublicana» e uma «falsificação da história», acreditando que «a extrema-direita quer impor à sociedade a sua visão dos problemas contemporâneos, o seu ódio à igualdade republicana, a sua nostalgia mórbida pelas falsas tradições católicas integralistas, o seu nacionalismo "da terra e dos mortos"».

## Análises históricas

### Análise de Jean-Clément Martin
Vaincre ou mourir é definido como um filme histórico, e segue Le Dernier Panache, espetáculo no parque de diversões Puy du Fou apresentado como «inspirado em eventos reais». Este parque de diversões e este espetáculo há muito que suscitam preocupações e críticas por parte de historiadores que o acusam de subjugar a realidade histórica a uma visão política conservadora. Este é particularmente o caso de Jean-Clément Martin, especialista na Revolução Francesa, na Contrarrevolução e na Guerra da Vendeia. No entanto, ele indica que propôs em 2019 «uma análise da evolução da memória das guerras da Vendeia abrangendo os últimos dois séculos até 2018 para enfatizar a extraordinária concentração de memórias da guerra operada pelo Puy du Fou e instituições próximas, fazendo com que a memória regional mudasse para um uso mais turístico do que ativista».
Sobre o filme, o historiador Jean-Clément Martin considera que «grosso modo, não há nenhum erro factual notável que seja chocante, exceto um: a assinatura por Charette do tratado de paz de 17 de fevereiro de 1795, que não ocorreu! Somente os revolucionários assinaram».
Segundo ele, o filme aborda com certa precisão a participação das mulheres nos combates — com as personagens das amazonas Bulkeley e La Rochefoucauld —, as ligações das vendeanas com os chouans e com os émigrés [emigrados], bem como a distância percorrida pelo clero na época da pacificação de 1795–1796. A respeito dos massacres cometidos pelas colunas infernais, acredita que «no geral, a apresentação da devastação corresponde ao que aconteceu. […] A representação da repressão era inevitável e, é preciso dizer, poderia ter sido ainda mais terrível».
Por outro lado, Jean-Clément Martin considera as cenas de batalha pouco convincentes e especifica que Charette só mudou para a tática de guerrilha em 1794. Ele também critica os figurinos e cenários: «Nem todos os republicanos usam uniformes exclusivos, estão mais bem armados e são muito mais numerosos. Os vendeanos não são apenas camponeses e nobres, a diversidade social é maior. […] A decoração urbana dificilmente corresponde à arquitetura das aldeias e vilas do Oeste. […] A vida na área controlada por Charette ou por outros líderes esquecidos como Stofflet em 1794 é organizada: há colheitas, tratamentos em hospitais de campanha, até cunhagem de dinheiro! A apresentação de uma vida quase medieval é obviamente altamente idealizada, romântica e falsa.». Ele também lamenta que o filme não destaque as divisões entre os republicanos.
O filme retoma «a ideia de que a paz de La Jaunaye de fevereiro de 1795 teria sido acompanhada pela entrega de Luís XVII a Charette para que este o instalasse no coração da Vendeia». Uma versão «conhecida há dois séculos sem poder confirmar a sua autenticidade».
Jean-Clément Martin acredita que o facto de o filme «ser dedicado exclusivamente a Charette pode ser entendido tecnicamente, mas levanta questões. Charette chegou tarde à guerra e só se impôs depois do verão de 1793. […] Só depois de 1794 é que ele foi de facto este líder militar reconhecido, mas foi necessário associar-lhe os seus aliados e rivais, começando por Stofflet. […] A personalização da guerra distorce as perspectivas. […] A concentração exclusiva em Charette é uma escolha estética, que podemos compreender, mas que não nos permite ver a guerra globalmente e mascara a complexidade do período».
Posteriormente, Jean-Clément Martin fala no seu blogue Mediapart. Ele considera o filme criticável pela «sua introdução inútil, a sua ficção elíptica, as suas omissões, nomeadamente a complexidade dos exércitos da Vendeia ou pior, os massacres de Machecoul cometidos pelos vendeanos, antes de Charette assumir a liderança», e lembra que Charette nunca assinou o tratado de paz de 1795. Por outro lado, denuncia certas críticas ao filme, lembrando que as «cenas de incêndio ou de devastação» representam a violência historicamente documentada. No geral, ele é da opinião de que «a palavra "genocídio" não é o subtexto deste filme», cujas observações são, portanto, segundo ele, muito distintas das de Philippe de Villiers, proprietário do Puy du Fou, cujas observações Martin julga «altamente questionáveis e deliberadamente polémicas». Ele conclui: «Não é porque figuras importantes fazem observações muito questionáveis e deliberadamente polémicas que devemos imitá-las para entrar em debates estúpidos. Precisamos de voltar aos factos, de lembrar que a Guerra da Vendeia nasceu de uma rivalidade desastrosa entre revolucionários e que enquanto a República não admitir simplesmente esta realidade — que os republicanos de 1880 conheceram e denunciaram — nós sempre manteremos esta ferida purulenta obviamente arranhada por aqueles que estão do lado das vítimas, uma posição da moda.» Embora reconheça que o filme foi «produzido por grupos hostis à Revolução, mesmo à República, certamente à democracia», convida os defensores destas três noções a proporem outras histórias sobre este período. Ele cita, como exemplo de tratamento bem-sucedido desse período no cinema, o filme televisivo La Bataille de Cholet, dirigido por Turenne e Costelle em 1974.

### Análise de Paul Chopelin e François Huzar
Num artigo publicado em setembro de 2023 nos Annales historique de la Révolution française, os historiadores Paul Chopelin e François Huzar falam sobre um filme «muito demonstrativo, com uma narração omnipresente que apresenta o contexto histórico e relata de forma muito desajeitada os sentimentos dos personagens». De acordo com eles, «o que chama a atenção imediatamente é o pouco interesse dado à crise religiosa». Os diretores dão mais ênfase a «questões políticas», principalmente o levée en masse como causador da revolta, mas eles «não queriam fazer um filme cristão militante», o que está de acordo com o catálogo da Saje distribution.
Eles também acreditam que «Charette não é um herói conforme os cânones clássicos da literatura contrarrevolucionária. Aqui ele é retratado como um procrastinador, até mesmo um fracassado, que entra na guerra contra a sua vontade e cujo carisma é gradualmente revelado durante as batalhas. Constantemente hesitante, às vezes ele próprio afundado em violência, deixa-se levar pelos acontecimentos mais do que os influencia».
Paul Chopelin e François Huzar observam que Reynald Secher fala por último na introdução, «o que lhe confere um estatuto de autoridade». No entanto, consideram que «o filme está longe de defender as suas teses sobre as guerras da Vendeia. Em nenhum momento a palavra genocídio é pronunciada». No entanto, lamentam que «os diretores dei-ão crédito à ideia de uma repressão inteiramente organizada de fora», sem dar lugar a antagonismos locais.
Segundo eles, a segunda parte do filme, dedicada à pacificação e inspirada na obra da historiadora Anne Rolland-Boulestreau, é «o mais matizado e inovador em termos de tratamento das Guerras da Vendeia no cinema». O filme então distingue «no campo republicano, os criminosos dos homens de honra» e destaca notavelmente o general republicano Jean-Pierre Travot, que aparece «como o duplo do herói, portador da mesma ética de luta, respeitador do adversário e dos direitos das pessoas». Os Bourbons, por sua vez, não foram beneficamente apresentados e a causa monárquica acabou por se revelar decepcionante aos olhos de Charette.
Para Paul Chopelin e François Huzar: «Deve reconhecer-se que a mensagem política não é, em última análise, nem antirrepublicana nem contrarrevolucionária. A Revolução, aceita no início, não é inerentemente má. […] Vincent Mottez retoma a clássica tese do deslizamento do «Terror» e, em última análise, apela à reconciliação entre adversários». Eles acreditam que, deste ponto de vista, «os críticos de cinema que descrevem Vaincre ou mourir como um filme de propaganda, como Samuel Dohaire em Télérama […] estão, no mínimo, de má-fé».
De acordo com eles, «Em última análise, é mais o contexto de exploração do filme que o transforma num filme militante, à direita como símbolo de uma contraofensiva contra uma suposta história oficial imposta pela esquerda, à esquerda como emblema das ambições culturais de uma direita católica identitária encarnada por Philippe de Villiers e Vincent Bolloré».

### Análise de Guillaume Lancereau
O historiador Guillaume Lancereau acredita que, mesmo que o filme não assuma explicitamente a tese de um «genocídio vendeano», Vaincre ou mourir retoma a ideia «em filigrana», por um lado porque o filme abre com uma entrevista a Reynald Secher, que inventou esta tese, por outro lado porque o filme mantém a ideia de que o Estado revolucionário procura deliberadamente erradicar os vendeanos. Mas esta ideia é «historicamente insustentável», indica Lancereau, porque na época em que o filme se passa «não há dimensão étnica na Vendeia e, portanto, nenhuma identidade da Vendeia. Foi construída posteriormente, em memória da Guerra da Vendeia. E não houve vontade do Estado, mas sim uma incapacidade de controlar os abusos cometidos pelos militares. Portanto, não é por excesso estatal!». O propósito reacionário do filme também emerge, segundo ele, na falta de contexto e na elipse abrupta durante o filme: «damos um monstruoso salto histórico entre 1789 e 1793, período que conta entre os dias mais ricos e densos da história da França, em favor de uma mudança, como se o Terror já estivesse contido em 1789, o que é uma tese historiográfica particularmente reacionária.».
Lancereau afirma que, assim como o espetáculo, «o filme carrega uma visão antirrepublicana, católica e monarquista», e fica alarmado com as pretensões «pedagógicas» dos produtores. Ele avisa: «O problema de transmitir um filme deste tipo para um público desinformado é que não existem elementos de contexto pedagógico e não há forma de propor um contradiscurso crítico. No Puy du Fou existem livrinhos destinados às escolas que contêm erros objetivos.»

### Análise de Pierre Vermeren
Para Pierre Vermeren, professor de história contemporânea na Universidade de Paris 1 Panthéon-Sorbonne e especialista no Magrebe, a péssima recepção crítica recebida pelo filme pode ser explicada pelo tabu da guerra da Vendeia: «o filme […] joga no fogo parte do romance nacional ao restaurar com mais ou menos felicidade cinematográfica, mas não é essa a questão, um dos episódios mais trágicos — senão o mais trágico — da nossa história franco-francesa: a guerra da Vendeia e suas 200 mil mortes. É por desvendar esta fase oculta da nossa história nacional, a sua página maldita, que [muitos historiadores] dedicam este filme às gemónias».  Para ele, o público (principalmente o de esquerda) teria dificuldade com o tema da guerra da Vendeia porque ocorreu num período delicado da «Grande Revolução» (execução de Luís XVI, o Terror), embora a nação francesa e a República tenham sido parcialmente construídas nestes períodos. Na verdade, segundo ele, «fascina-nos [a Grande Revolução], e tentamos esconder os seus crimes em massa».

### Análise de Thierry Lentz
O historiador Thierry Lentz, então professor associado do Instituto Católico da Vendeia, afirma no Le Figaro: «Se o filme, por falta de meios, não está isento de críticas estéticas, se a opção de abri-lo com intervenções contemporâneas torna tudo um pouco inusitado, não vemos por que as suas teses — além disso, aceitável para um historiador — teriam menos direito de serem citadas do que as de outras produções cinematográficas. Deveríamos até regozijar-nos pelo facto de o cinema francês estar finalmente a abordar este assunto, nem que seja apenas para continuar a discussão sobre estas guerras e abusos terríveis e desagradáveis na Vendeia. Mas a ZAD [zona de defesa] do Terror, conhecendo a sua posição historicamente fraca, nunca quererá ouvir falar disso. É a única coisa certa.».